# Fairborn
Fairborn ist eine City in Greene County, Ohio, Vereinigte Staaten. Das U.S. Census Bureau ermittelte bei der Volkszählung 2020 eine Einwohnerzahl von 34.510.
Fairborn ist eine Vorstadt von Dayton, in der die Wright-Patterson Air Force Base liegt. Auch die Wright State University liegt auf dem Stadtgebiet von Fairborn, hat aber eine Adresse der Stadt Dayton.
Der Name „Fairborn“ ist ein Kofferwort aus den Namen der Städte Fairfield und Osborn.

## Geschichte
Die ursprünglichen Entstehungsdaten der beiden Teilgebiete von Fairborn sind 1816 für Fairfield bzw. 1851 für Osborn.
Nach der großen Daytoner Flut im Jahre 1913 und der dadurch entstehenden langsamen Verschlammung des Gebietes musste sich Osborne immer näher an Fairfield heranbewegen, bis sich die beiden Städte nach einer Abstimmung im Jahr 1949 im Jahr 1950 vereinigten.
In der Nähe befindet sich die Wright-Patterson Air Force Base, auf deren historischem Gelände die Gebrüder Wright ihre ersten Flugversuche unternahmen.

## Demografie
Nach der Volkszählung im Jahr 2000 lebten hier 32.052 Menschen; es wurden 13.615 Haushalte und 8.019 Familien gezählt. Die Bevölkerungsdichte betrug 948 Einwohner pro km². Es wurden 14.419 Wohneinheiten erfasst. Ethnisch betrachtet setzte sich die Bevölkerung zusammen aus 87,28 % weißer Bevölkerung, 6,27 % Afroamerikanern, 0,40 % amerikanischen Ureinwohnern, 3,32 % Asiaten, 0,06 % Bewohnern aus dem pazifischen Inselraum und 0,53 % aus anderen ethnischen Gruppen; 2,14 % gaben die Abstammung von mehreren Ethnien an. 1,69 % der Einwohner waren spanischer oder lateinamerikanischer Abstammung.
Von den 13.615 Haushalten hatten 26,7 % Kinder oder Jugendliche, die mit ihnen zusammen lebten. 42,8 % waren verheiratete, zusammenlebende Paare, 12,4 % waren allein erziehende Mütter und 41,1 % waren keine Familien. 31,0 % bestanden aus Singlehaushalten und in 8,3 % lebten Menschen im Alter von 65 Jahren oder darüber. Die durchschnittliche Haushaltsgröße betrug 2,28, die durchschnittliche Familiengröße 2,86 Personen.
Die Bevölkerung verteilte sich auf 21,0 % unter 18 Jahren, 18,4 % von 18 bis 24 Jahren, 29,3 % von 25 bis 44 Jahren, 19,7 % von 45 bis 64 Jahren und 11,6 % von 65 Jahren oder älter. Das durchschnittliche Alter (Median) betrug 31 Jahre. Auf 100 weibliche Personen kamen 94,7 männliche Personen und auf 100 Frauen im Alter ab 18 Jahren kamen 91,7 Männer.
Das jährliche Durchschnittseinkommen eines Haushalts (Median) betrug 36.889 US-$, das Durchschnittseinkommen einer Familie 44.608 $. Männer hatten ein Durchschnittseinkommen von 34.853 $, Frauen 25.353 $. Das Pro-Kopf-Einkommen betrug 18.662 $. Unter der Armutsgrenze lebten 8,9 % der Familien und 35,1 % der Einwohner, darunter 15,5 % der Einwohner unter 18 Jahren und 7,7 % der Einwohner im Alter von 65 Jahren oder älter.